# Franz Osborn
Franz-Joachim Osborn (* 11. Juli 1905 in Berlin; † 8. Juni 1955 in Basel) war ein deutscher Pianist.

## Leben
Der Sohn des jüdischen Schriftstellers, Journalisten und Kunstkritikers Max Osborn studierte Klavier bei Artur Schnabel, Komposition bei Franz Schreker sowie Dirigieren bei Fritz Busch und trat in den 1930er Jahren als Konzertpianist in Berlin auf. Als Jude und Mitglied der Kommunistischen Partei floh er mit Unterstützung des Philanthropen Sir Robert Mayer bei Machtantritt der Nationalsozialisten nach Großbritannien, wo er seine Konzerttätigkeit fortsetzte. Nach dem Zweiten Weltkrieg trat er u. a. mit dem BBC Symphony Orchestra unter Basil Cameron und Malcolm Sargent auf. Mit Max Rostal spielte er Violinsonaten Ludwig van Beethovens ein.